# Томај
Томај (словен. Tomaj, итал. Tomadio) је насељено место у општини Сежана, Обално-крашка регија, Словенија.

## Историја
До територијалне реорганизације у Словенији био је у саставу старе општине Сежана.

## Становништво
У попису становништва из 2011. године, Томај је имао 335 становника.
| Број становника према пописима | Број становника према пописима | Број становника према пописима |
| ------------------------------ | ------------------------------ | ------------------------------ |
| 1991                           | 2002                           | 2011                           |
| 380                            | 345                            | 335                            |

## Галерија
- сеоске куће
- Маријина црква
- виногради
- пролеће
- пејзаж

## Познате личности
- Сречко Косовел, словеначки песник, критичар и публициста